# إدارة كاليفورنيا للصحة العامة
إدارة كاليفورنيا للصحة العامة هي إدارة توجد في ولاية كاليفورنيا وهي مسؤولة عن الصحة العامة فيها، لها  فرع في وكالة كاليفورنيا للخدمات الصحية والإنسانية حيث تفرض بعض من قوانين كاليفورنيا للصحة والسلامة، خاصة التراخيص لبعض أنواع مرافق الرعاية الصحية.
من وظائفها الإشراف على السجلات الحيوية المسجلة للولاية كاملة،. سونيا، انجل معها شهادة دكتوراة في الطب وهي مسؤولة عن الصحة العامة في الولاية.

## برنامج الماريجوانا الطبية
حيث تدير برنامج الماريجوانا الطبي، المكلف بإصدار بطاقات الهوية بموجب قانون الاستخدام الرحيم  لعام  1996، ومشروع قانون مجلس الشيوخ في كاليفورنيا .

## برنامج لوحات الأطفال
تدير أيضا برنامج لوحات الأطفال في الولاية، الذي يمول برامج لحماية الأطفال من خلال بيع لوحات ترخيص مخصصة تتميز بواحدة من أربعة رموز - علامة القلب، اليد، النجم أو الزائد في رسالة اللوحة. من العائدات، يدعم 50٪ تراخيص رعاية الأطفال وعمليات التفتيش، و 25٪ يدعمون منع إساءة معاملة الأطفال و 25٪ يدعمون برامج الوقاية من إصابات الطفولة العرضية .

## حادثة حقيبة الغذاء الملوثة بالرصاص عام 2007
في عام 2007، وزعت أكياس  غذاء أخضر «أكل الفاكهة والخضروات وأن تكون نشطة»  أكياس الغداء التي تم اختبار مستويات الرصاص في غطائها وبطانها و شعارها لمستوى ات الرصاص. حيث طلبت من الناس بعدم استخدام صناديق الغداء إلا أنه تم استخدام  56000 كيس غذاء أخضر و247000 كيس غذاء أزرق إلا إنه تم انتقادها من قبل مجموعة من الناس لعدم إعلام الأباء والأمهات بذلك بالسرعة الكافية عن تواجد الرصاص في الأكياس الخضراء.

## غرامات الخصوصية الطبية، 2009
في عام 2009، فرضت غرامين بلغ إجماليهما اكئر من 400000 دولار على مستشفى كايزر بيرمننت في كاليفورنيا، بسبب الفشل في منع الوصول غير المصرح به إلى معلومات المريض السرية. وكانت الغرامة الأولى في مايو بمبلغ 250 ألف دولار .
كان أكبر قانون بموجب قانون الولاية حيث تمبعد سنه  انتهاكات الخصوصية التي تم نشرها على نطاق واسع للخصوصية والتي تشمل بعض المشاهير مثل
Farrah Fawcett و Britney Spears و California First Lady Maria Shriver.
وكانت الغرامة الثانية، وقدرها 187,500 دولار، جزءًا من التحقيق في دخول الموظفين بشكل غير صحيح إلى السجلات الطبية لما تسمى Octomom Nadya Sulman وأطفالها.